# Sabata
|  | Per a altres significats, vegeu «Sabata (trilogia)». |

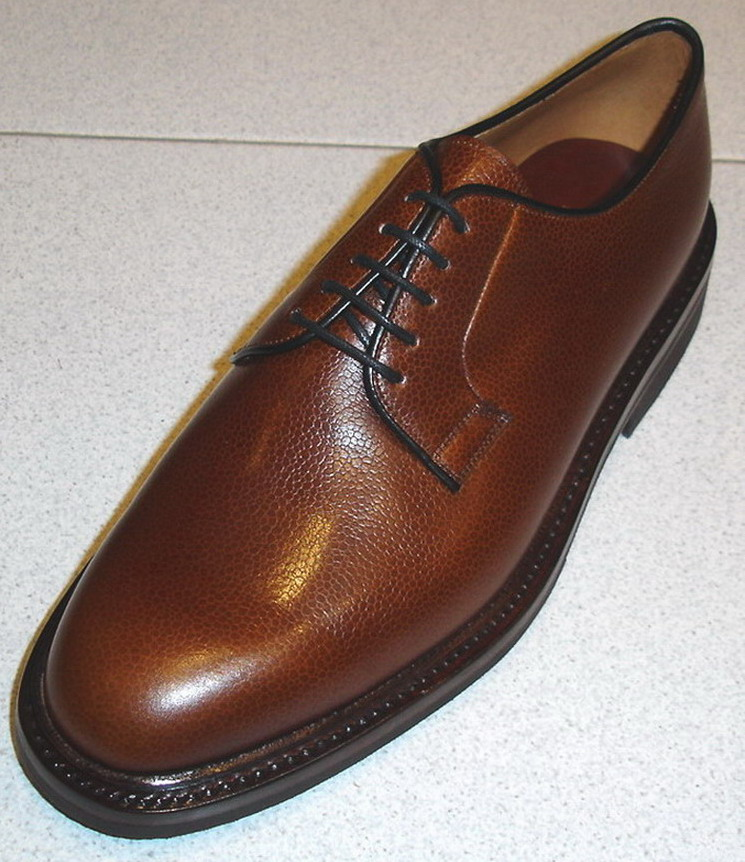
Sabata de vestir actual

Diagrama que mostra les parts d'una sabata.

La sabata és una mena de calçat que cobreix el peu menys que una bota, ja que no supera l'alçada del turmell, i més que una sandàlia. Serveix per a protegir el peu, així com per a l'estabilitat i resistència damunt el terreny.
El cos de la sabata, que cobreix el peu, s'anomena empenya. La part inferior, en contacte amb el terra, és la sola. La sabata pot ser tancada, o bé tancar amb sivella, si bé el més habitual avui dia és que tanqui amb cordons, passats per ullets; llavors el conjunt reposa sobre una llengüeta, per motius de comoditat. D'ençà finals del segle xviii s'ha generalitzat la sabata reforçada amb taló.
Tradicionalment les sabates eren de forma única per a tots dos peus, i era costum anar-les canviant de peu per tal d'evitar que es deformessin excessivament; no fou fins a les primeres dècades del segle xix que es generalitzà el parell de sabates amb forma específica per als peus dret i esquerre.

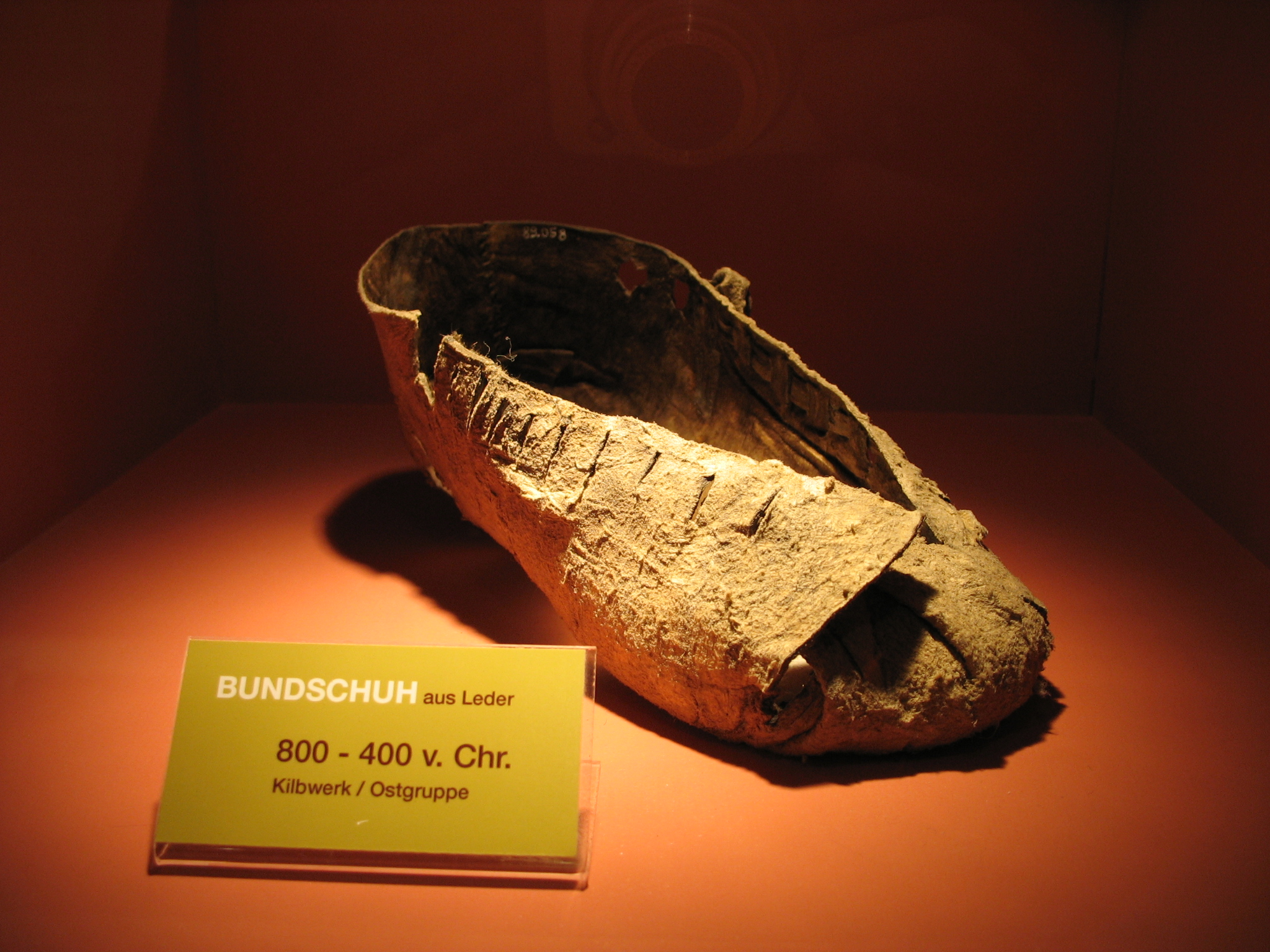
Sabata de cuir de entre 800 i 400 aC al Museu de Hallstatt, a Àustria

## Ús militar
Tradicionalment la sabata era el calçat més habitual de la infanteria de la majoria d'exèrcits de tot el món, sovint en combinació amb polaines; en canvi, la cavalleria i, generalment, l'oficialitat, acostumaven de dur botes. Pels volts del 1830 les sabates tendiren a ser substituïdes per algun tipus de bota com a calçat bàsic de tot l'exèrcit. En les darreres dècades les sabates han reaparegut als exèrcits, circumscrites, però, a l'uniforme de passeig.

## Història de la sabateria a Catalunya
L'any 1110, un sabater —i alhora sastre— s'instal·là a Gerri de la Sal; el 1145, ja hi ha documentat un sabater a Barcelona; el 1167, al nord-est de Catalunya, hi ha un Arnau Ramon sutoris; el 1171, hi havia un sabater a l'Espluga de Francolí, etc. Fins i tot, es conserva un contracte d'aprenentatge de l'ofici de sabater del 1175. El 1203, a Barcelona, ja hi tenien una confraria professional, que tenia com a patró Sant Marc (era un dels gremis més rics i solidaris de la ciutat); el 1253, hi havia un vicus o carrer dels Sabaters. A més, també veneraven com a patrons els sants sabaters Anià d'Alexandria, Crispí i Crispinià i Salvador d'Horta. A Puigcerdà, el 1345, hi havia 38 sabaters; a Lleida, el 1429, vivien 32 sabaters; a Barcelona, a mitjan segle xv, n'hi havia almenys 66.

### TapinsalsPaïsos Catalans
El gremi dels sabaters de Barcelona està documentat des de 1257. Els tapiners en formaren part fins al 1392. Any en que obtingueren un privilegi del rei Joan el Caçador. Els tapins eren una mena de sabates amb sola gruixuda de suro. Les disputes entre els gremis separats foren contínues: els sabaters feien tapins i els tapiners feien sabates. Si els infractors eren trobats la seva mercaderis era confiscada i subhastada. Una concòrdia de 1486, que precisava els límits respectius de fabricació i comercialització, va suposar una millora moderada. Els sabaters podien fer tapins fins a dos dits de gruix de sola. Els tapiners només podien fer tapins de dona.
A Mallorca passava una cosa semblant.

### Antiguitat de la confraria dels sabaters de Barcelona
Els oficis són més antics que els col·legis. La creació d'un col·legi, primer, i la seva autorització posterior només indiquen una certa importància social i un estatus legal.
D'acord amb una referència del segle xix es comparen a continuació les dates documentades de l'existència de diversos col·legis a les ciutats de París i Barcelona. En cas de dubte caldria consultar altres fonts.
- Nota: Algunes de les referències indicades a la taula documenten l'ofici i no tenen relació amb el col·legi corresponent.

| Barcelona  | Col·legis documentats       | París |
| ---------- | --------------------------- | ----- |
| 1203       | Sabaters                    | 1537  |
| 1218       | Picapedrers                 | 1535  |
| 1252       | Pellaires                   | 1443  |
| 1257       | Terrissaires                | 1473  |
| 1257       | Fusters                     | 1574  |
| 1257       | Serrallers                  | 1411  |
| 1257       | Boters.                     | 1538  |
| 1257       | Freners, esperoners.        | 1577  |
| 1257       | Courers.                    | 1566  |
| 1291       | Pintors, escultors          | 1311  |
| 1301       | Argenters                   | 1330  |
| 1310       | Guanters                    | 1357  |
| 1311       | Assaonadors                 | 1618  |
| 1311       | Pergaminers.                | 1545  |
| 1311       | Bataners.                   | 1594  |
| 1320       | Tintorers.                  | 1357  |
| 1357       | Beiners.                    | 1560  |
| 1377       | Mestres de cases            | 1670  |
| 1390       | Sellers                     | 1409  |
| 1395       | Calderers                   | 1484  |
| 1447       | Gremi de Tenders Revenedors | ?     |
| 1455       | Vidriers.                   | 1467  |
| (1305)1455 | Cerers                      | ?     |
| 1545       | Bonetaires o barreters.     | 1578  |
| 1596       | Ullerers                    | 1581? |

## Documents

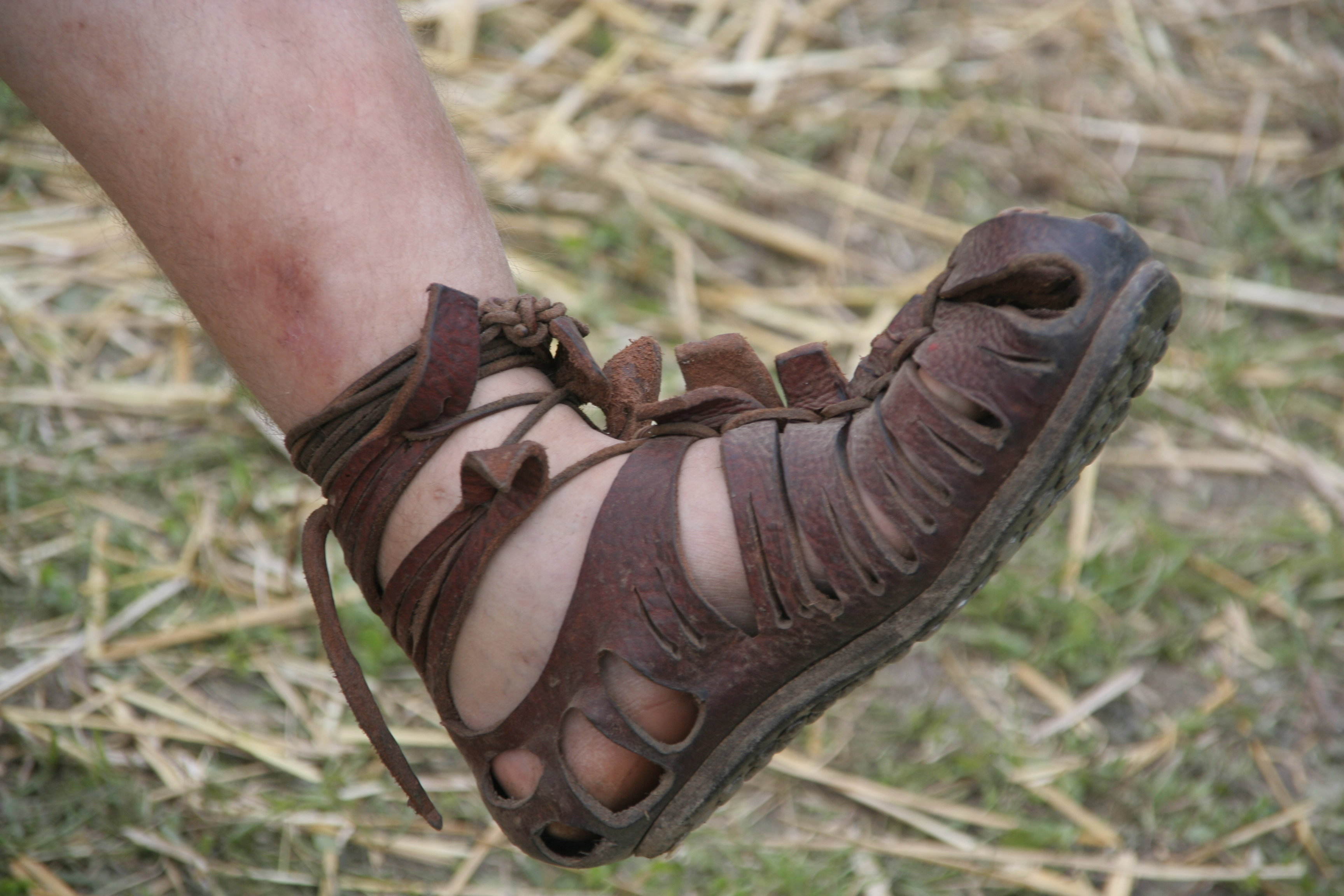
Una càliga, el calçat dels legionaris romans que va donar el sobrenom a Calígula

- Amb només tres anys, Calígula acompanyava el seu pare Germànic en les seves campanyes al nord de Germània. Els soldats es divertien sovint amb el nen i el disfressaven amb un uniforme militar de la seva mida amb botes i armadura.[23] Aviat se li va donar el sobrenom afectuós de Calígula ('boteta') en referència a les petites càligues o botes militars que portava. Sembla que a Gai va arribar a desagradar-li aquest pseudònim.
- Botes. "... Hagen pelisses a uestir e botes a calçar,..." doc. finals segle XII (Miret Templers 540).[24]
- Els almogàvers calçaven avarques de cuir.[25]
- 1283. L'obra Blanquerna, de Ramon Llull, tracta d'un sabater en capítol.[26]
- 1385. Sabates de ferre e de colps...[27]
- 1526. El rei Enric VIII d'Anglaterra encarregà un parell de botes per a jugar al "football".[28]
- 1655.

| «                                                                     | Item, que los sabaters no pugan excedir en les sabates de tres soles de vuyt punts en amunt de vint y sinch sous, y les de dos soles de deset les de tres sous, y les de quatre punts fins en vuyt soles à setze sous y les de dos soles á dotze sous, y les de alli auall de minyons à quatre sous, y les á sabates dedona ab retalo dauant y derrera trente sous, sabates primes de dona á deu sous, les plantofes de mans y sola catorse sous, y les ginelles à catorse sous , so pena de tres lliures y les tals sabates, plantofes, o ginelles venudes perdudes. | » |
| — CAPITOLS DE POLÍTICA Y BON GOVERN DE LA ILLA DE IVIÇA FETS EN 1655. | |   |

- 1689. Miquelets francesos del Roselló calçats amb espardenyes.[30]

## Literatura
Les sabates en general i altres tipus de calçat han estat protagonistes en contes i altres relats.
- A "La ventafocs" una sabata de vidre forma part important del relat.[31]
- Unes suposades "Botes de set llegües" figuren en el conte de Polzet.[32]
- El conte "El gat amb botes" de Charles Perrault.[33]
- "Les sabatilles vermelles" (The Red Shoes).[34][35]
- 1956. Cançó Blue Suede Shoes.[36]